# Avia B-634
Avia B-634 byl prototyp československého stíhacího dvouplošníku z roku 1936, který byl po letounu B-534 poslední fází aerodynamického vývoje základního modelu B-34.

## Vývoj
V roce 1934 vystavovala Avia na pařížském aerosalonu maketu aerodynamicky zdokonalené B-534, přičemž některé prvky z této makety byly následně použity na prototypu B-634. Přestože byl B-634 vyvinut na základě typu B-534, nesdílel s ním příliš společných dílů. Ve srovnání s předchůdcem měl horní křídlo s větší hloubkou, zatímco dolní křídlo mělo hloubku zmenšenou a u jeho kořene bylo vybrání. Hlubší byla také křidélka a přepracovány byly i konce křídel. Díky většímu sklonu mezikřídelních vzpěr se zmenšil prostor mezi křídly a zvýšilo se jejich stupnění.
Na novém typu byla uplatněna řada úprav, které měly zlepšit aerodynamiku stroje. Kulomety byly přemístěny do vnitřku trupu nad motorem, kapotáž motoru i překryt pilotního prostoru byly aerodynamicky zjemněny (prototyp B-634.1 měl původně otevřenou kabinu, která však byla po vzoru B-534 nahrazena uzavřenou), vana chladiče byla čistě zapracována pod trup mezi kořeny samonosných noh hlavního podvozku s koly opatřenými nízkotlakými pneumatikami.
Letoun B-634.1 poprvé vzlétl 9. července 1936. Prototyp byl vyzbrojen kanónem Hispano 402 ráže 20 mm a dvěma kulomety vz. 30 ráže 7,92 mm. Navzdory podstatnému snížení odporu nedošlo u B-634 k výraznému zlepšení výkonů ve srovnání s B-534, a to především kvůli značnému nárůstu hmotnosti konstrukce. B-634.1 byl následně upraven po vzoru B-534, přičemž dostal uzavřenou kabinu a podvozek se standardními pneumatikami bez krytů kol. Ani tento stroj však nevykazoval o mnoho vyšší výkony a navíc již byl jako nástupce typu B-534 vybrán moderní jednoplošník Avia B-35. Jediný postavený prototyp byl využit alespoň k testům motoru Avia HS 12Ycrs a výzbroje v podobě 20mm kanónu Oerlikon FFS střílejícího dutou hřídelí motoru, což měla být standardní konfigurace letounů Bk-534.

## Specifikace (B-634)

### Technické údaje
- Osádka: 1 (pilot)
- Rozpětí: 9,40 m
- Délka: 8,35 m
- Výška: 3,10 m
- Nosná plocha: ? m²
- Hmotnost prázdného letounu: 1710 kg
- Vzletová hmotnost : ? kg
- Pohonná jednotka: 1 × dvanáctiválcový vidlicový motor Avia HS 12Ycrs
- Výkon pohonné jednotky: 625 kW (850 k)

### Výkony
- Maximální rychlost: 415 km/h
- Dolet: 500 km
- Dostup: 9 500 m
- Stoupavost: 16,0 m/s

### Výzbroj
- 1 × 20mm kanón Hispano 402 (později Oerlikon FFS), 2 × synchronizované kulomety vz. 30 ráže 7,92 mm